# 2007年12月臺灣
| << | 2007年12月 （民國96年） | >> |    |    |    |    |
| \| 日 \| 一 \| 二 \| 三 \| 四 \| 五 \| 六 \| \| \| \| \| \| \| \| 1 \| \| 2 \| 3 \| 4 \| 5 \| 6 \| 7 \| 8 \| \| 9 \| 10 \| 11 \| 12 \| 13 \| 14 \| 15 \| \| 16 \| 17 \| 18 \| 19 \| 20 \| 21 \| 22 \| \| 23 \| 24 \| 25 \| 26 \| 27 \| 28 \| 29 \| \| 30 \| 31 \| \| \| \| \| \| |                         |    |    |    |    |    |
| 臺灣新聞動態／維基新聞 |                         |    |    |    |    |    |
| 世界／中国大陆／臺灣 |                         |    |    |    |    |    |
| 日 | 一                      | 二 | 三 | 四 | 五 | 六 |
| |                         |    |    |    |    | 1  |
| 2 | 3                       | 4  | 5  | 6  | 7  | 8  |
| 9 | 10                      | 11 | 12 | 13 | 14 | 15 |
| 16 | 17                      | 18 | 19 | 20 | 21 | 22 |
| 23 | 24                      | 25 | 26 | 27 | 28 | 29 |
| 30 | 31                      |    |    |    |    |    |

## 12月1日
- 2007年亞洲棒球錦標賽A級賽事於11月27日開始在台中洲際棒球場開打，中華成棒隊首戰以2:5不敵韓國棒球代表隊，先發投手林恩宇吞下敗投。

## 12月3日
- 2007年亞洲棒球錦標賽A級賽事於台中洲際棒球場舉行，台灣以2:10不敵日本，僅獲得季軍，先發投手陽建福吞下敗投。台灣必須參加2008年夏季奧運棒球世界區資格賽以爭取北京奧運參賽資格。

## 12月6日

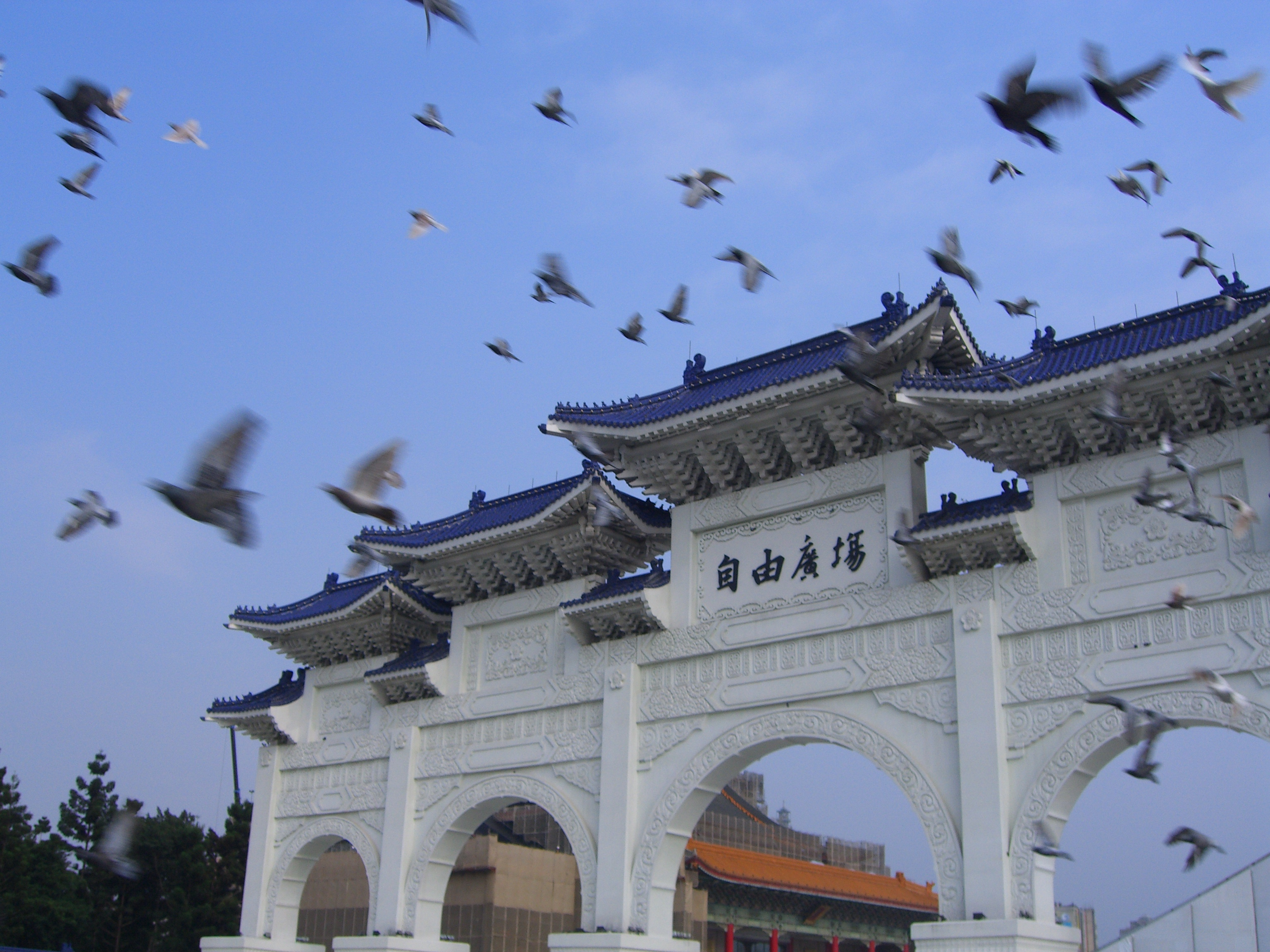
台灣民主紀念館的「自由廣場」牌樓，在過去台灣民主紀念館被稱作中正紀念堂，而牌樓上則是題為「大中至正」的牌匾。

- 為使台灣民主紀念館主建築及大中至正門匾額的更換作業順利進行，教育部於上午九時起，將兩廳院以外的台灣民主紀念館園區封閉三天。但在接近中午時，大中至正門發生一名小貨車司機駕車衝撞現場集會民眾的意外，導致現場一名東森電視攝影記者身受重傷。[1]

## 12月7日
中華民國教育部正式將國立台灣民主紀念館的「大中至正」門內外側牌匾卸下，送入館內典藏室保存。

## 12月10日
- 台灣本土運動產業界亞力山大健康休閒俱樂部因週轉不靈無預警宣告停業，估計約有數萬名會員權益受到影響。[3]

- 在完成牌樓牌匾更換為「自由廣場」後，國立台灣民主紀念館園區於上午十時起重新對外開放。[4]
- 高雄縣三民鄉民代表會一致通過將鄉名更改為「那瑪夏鄉」，成為第三個恢復傳統名稱的原住民鄉，同時創下地方民意機關主動提案發起鄉名正名運動的先例。[4]

## 12月13日
- 總統府上午接獲威脅將對總統陳水扁及第一家庭成員不利的恐嚇信件，警政署已組成專案小組偵辦。[5]

## 12月14日
- 立法院三讀通過《民法繼承編》及《民法繼承編施行法》修正案，未成年人及禁治產人改採「強制限定繼承」，對於被繼承人之債務，其清償責任以所得遺產為限，並增訂「全面回溯條款」，不設期限。[6]
- 民進黨籍立法委員莊和子召開記者會，指控國民黨籍副總統候選人蕭萬長於12月8日與美國在台協會理事主席薄瑞光（Raymond F. Burghardt）私下會面時，透露國民黨堅持公投兩階段領票是為了「阻止入聯公投過關」等對民進黨負面之內容，引發台灣政壇爭議。 [7]

## 12月19日
- 陳水扁總統及第一家庭成員被寄發恐嚇信件一案，涉案的前調查局雲林縣調查站調查員楊清海被逮捕到案。[8]

## 12月20日
- 立法院三讀通過《國家通訊傳播委員會組織法》修正案，國家通訊傳播委員會（NCC）委員由原本的依照立法院之政黨比例組成，改為行政院提名，經立法院同意任命。而委員人數也由13名縮減為7名，任期為4年，任滿得連任，單一政黨委員則不得超過席次半數。[9]
- 立法院於今日院會討論無黨團結聯盟提出之《離島建設條例》部分條文修正草案。有關離島地區以特許方式設置賭場的「博弈條款」，由於多數立委反對，表決最終未過關。而其餘有關擴大離島地區免稅範圍、離島建設基金使用及減免牌照稅等條文也遭否決。[10]
- 中華棒協宣佈，中華成棒隊新任總教練由La new熊隊總教練洪一中接任，並將以贏得2008年北京奧運參賽權為目標。[11]

## 12月23日
- 故總統蔣中正及蔣經國遺體暫厝的大溪慈湖陵寢及頭寮陵寢，於今日下午5時休園後開始暫停對外開放，而原駐守的憲兵部隊與擔任衛兵勤務的國軍儀隊將隨之撤離。[12]

## 12月28日
- 前台北市長、2008年總統選舉候選人馬英九所涉特別費案二審駁回檢方上訴，維持一審無罪判決。[13]